# 日本語ワープロ検定
日本語ワープロ検定（にほんごワープロけんてい）とは、日本語ワープロソフトによる文書処理能力向上を図る為に実施、日本情報処理検定協会が主催する民間検定試験。文部科学省後援。
階級は4級、3級、準2級、2級、準1級、1級、初段の7種。試験内容は決められた時間内に処理を行なう「速度」と「文書作成」の二つがある。受験資格に制限はない。

## 各級の違い
「速度」の試験時間は10分「文書作成」の試験時間は20分。用紙サイズはA4、1行40字。これらは4級から初段まで全て共通である。

### 4級
速度
漢字含有率：23～26% 1ミス：1文字減　合格文字数：200文字以上
文書作成
出題内容：手書き問題からビジネス文書を作成　1ミス：2点減　合格点数：80点

### 3級
速度
漢字含有率：23～26% 1ミス：1文字減　合格文字数：300文字以上
文書作成
出題内容：手書き問題からビジネス文書を作成（表を含む）1ミス：2点減　合格点数：80点
※4級、3級のビジネス文書の試験問題には文章番号、件名等が正しい位置に書かれているが、準2級以降の試験問題は全てが左揃えで印刷されている。但し、初段の文書作成Iでは構成要素が正しい順番に並んではいないので、正しい順番に並べ替える必要がある。

### 準2級
速度
漢字含有率：25～30% 1ミス：3文字減　合格文字数：400文字以上
文書作成
出題内容：手書き問題からビジネス文書を作成（表を含む） 1ミス：2点減　合格点数：80点

### 2級
速度
漢字含有率：25～30% 1ミス：3文字減　合格文字数：500文字以上
文書作成
出題内容：手書き問題からビジネス文書を作成（表を含む） 1ミス：2点減　合格点数：80点

### 準1級
速度
漢字含有率：25～35% 1ミス：5文字減　合格文字数：600文字以上
文書作成
出題内容：手書き問題からビジネス文書を作成（表、地図を含む） 1ミス：2点減　合格点数：80点

### 1級
速度
漢字含有率：25～35% 1ミス：5文字減　合格文字数：700文字以上
文書作成
出題内容：手書き問題からビジネス文書を作成（表、地図を含む） 1ミス：2点減　合格点数：80点

### 初段
速度
漢字含有率：35～40% 1ミス：5文字減　合格文字数：800文字以上
文書作成I
出題内容：手書き問題からビジネス文書を作成（表、地図を含む）  1ミス：2点減　合格点数：80点
文書作成II
出題内容：グラフ、ソート、図形、段組み、網掛け、計算機能など  1ミス：2点減　合格点数：80点

## 減点基準
減点基準は4級から初段まで全て共通である。

### 速度
文字の大きさやフォントが混合していると1つごとに1ミスとなる。
| 級    | 試験時間 | 用紙サイズ | 1ミスに 対して | 漢字含有率 | 文章内容     | 出題内容            | 合格文字数  |
| 4級   | 10分     | A4判縦     | 1文字減        | 23%～26%   | 一般的現代文 | 手書き問題 から入力 | 200文字以上 |
| 3級   | 10分     | A4判縦     | 1文字減        | 23%～26%   | 一般的現代文 | 手書き問題 から入力 | 300文字以上 |
| 準2級 | 10分     | A4判縦     | 3文字減        | 25%～30%   | 一般的現代文 | 手書き問題 から入力 | 400文字以上 |
| 2級   | 10分     | A4判縦     | 3文字減        | 25%～30%   | 一般的現代文 | 手書き問題 から入力 | 500文字以上 |
| 準1級 | 10分     | A4判縦     | 5文字減        | 25%～35%   | 一般的現代文 | 手書き問題 から入力 | 600文字以上 |
| 1級   | 10分     | A4判縦     | 5文字減        | 25%～35%   | 一般的現代文 | 手書き問題 から入力 | 700文字以上 |

文書作成
| 級    | 試験時間 | 用紙サイズ | 1ミスに 対して | 出題内容                                          | 合格点数 |
| 4級   | 20分     | A4判縦     | 2点減          | 手書き問題から ビジネス文書作成                   | 80点以上 |
| 3級   | 20分     | A4判縦     | 2点減          | 手書き問題から ビジネス文書作成（表を含む）       | 80点以上 |
| 準2級 | 20分     | A4判縦     | 2点減          | 手書き問題から ビジネス文書作成（表を含む）       | 80点以上 |
| 2級   | 20分     | A4判縦     | 2点減          | 手書き問題から ビジネス文書作成（表を含む）       | 80点以上 |
| 準1級 | 20分     | A4判縦     | 2点減          | 手書き問題から ビジネス文書作成（表・地図を含む） | 80点以上 |
| 1級   | 20分     | A4判縦     | 2点減          | 手書き問題から ビジネス文書作成（表・地図を含む） | 80点以上 |